# Kevin O'Leary
Terrence Thomas Kevin O'Leary (Montréal, 9 luglio 1954) è un imprenditore e personaggio televisivo canadese, meglio noto come giudice del reality show statunitense Shark Tank.
Il suo patrimonio netto è stimato attorno ai 400 milioni di dollari.

## Biografia
Nel 1986 ha fondato SoftKey, un'azienda specializzata in software orientati all'istruzione e l'intrattenimento della famiglia divenuta negli anni '90 un'importante consolidatore nel mercato globale dei software didattici mediante svariate acquisizioni ostili, tra cui quelle della Compton's New Media, Learning Company, MECC, Creative Wonders, Mindscape e Brøderbund, nonché la seconda più grande azienda di software al mondo con 800 milioni di dollari di vendite annuali, 2000 dipendenti e 15 filiali internazionali. Nel 1999 SoftKey è stata acquisita dalla Mattel per 4,2 miliardi di dollari, rendendo O'Leary multimilionario.
Nel 2006 gli è stato offerto di apparire come uno dei cinque giudici del nuovo reality targato CBC, Dragons' Den, la versione canadese del format internazionale originato dal giapponese Manē no tora (マネーの虎?) nel 2001. Nel programma, degli imprenditori in erba propongono i loro pitch ai giudici in quanto potenziali angel investor, che si riservano di rifiutarli anche molto bruscamente. O'Leary si è guadagnato la fama di giudice particolarmente "spietato", zittendo ad esempio in un'occasione un concorrente affranto per il rifiuto subìto con le parole: «Ai soldi [delle tue lacrime] non frega nulla. Le tue lacrime non hanno valore». La sua personalità «pragmatico-cinica» è stata in realtà costruita ad arte dal produttore televisivo Stuart Coxe, che durante le prime stagioni del programma aveva dovuto suggerire ad O'Leary di essere "più cattivo" coi concorrenti. Dragons' Den è diventato uno dei reality più visti nella storia canadese, con oltre due milioni di spettatori a puntata. Coxe ha attribuito in larga parte tale successo alla presenza scenica di O'Leary.
Nel 2009 è stato richiamato a ricoprire il medesimo ruolo nella versione americana del format, Shark Tank, in onda su ABC. Entro il 2014, quando O'Leary ha lasciato la conduzione di Dragons' Den, la sua controparte raggiungeva in media 9 milioni di spettatori a episodio.
Divenuto un sostenitore delle politiche del Presidente degli Stati Uniti Donald Trump, nel 2017 si è candidato alla segreteria del Partito Conservatore del Canada, ritirandosi tuttavia un mese prima delle primarie nonostante i sondaggi lo dessero favorito. Ha quindi dichiarato il proprio appoggio alla candidatura del politico Maxime Bernier, sconfitto poi alle urne da Andrew Scheer.

## Programmi TV
- CBC: Dragons' Den (2006–2015)
- ABC: Shark Tank (2009–in corso)

## Filmografia

### Cinema
- Marty Supreme, regia di Josh Safdie (2025)

### Televisione
- Vicini del terzo tipo (The Neighbors) – serie TV, episodio 2x07 (2013)
- Dr. Ken – serie TV, episodio 2x07 (2016)
- Grace and Frankie – serie TV, episodio 6x12 (2020)